# Friedrich Wilhelm (Nassau-Weilburg)

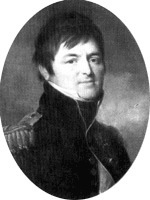
Friedrich Wilhelm von Nassau-Weilburg

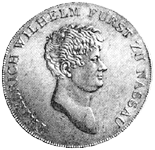
Münze mit Bild Friedrich Wilhelms

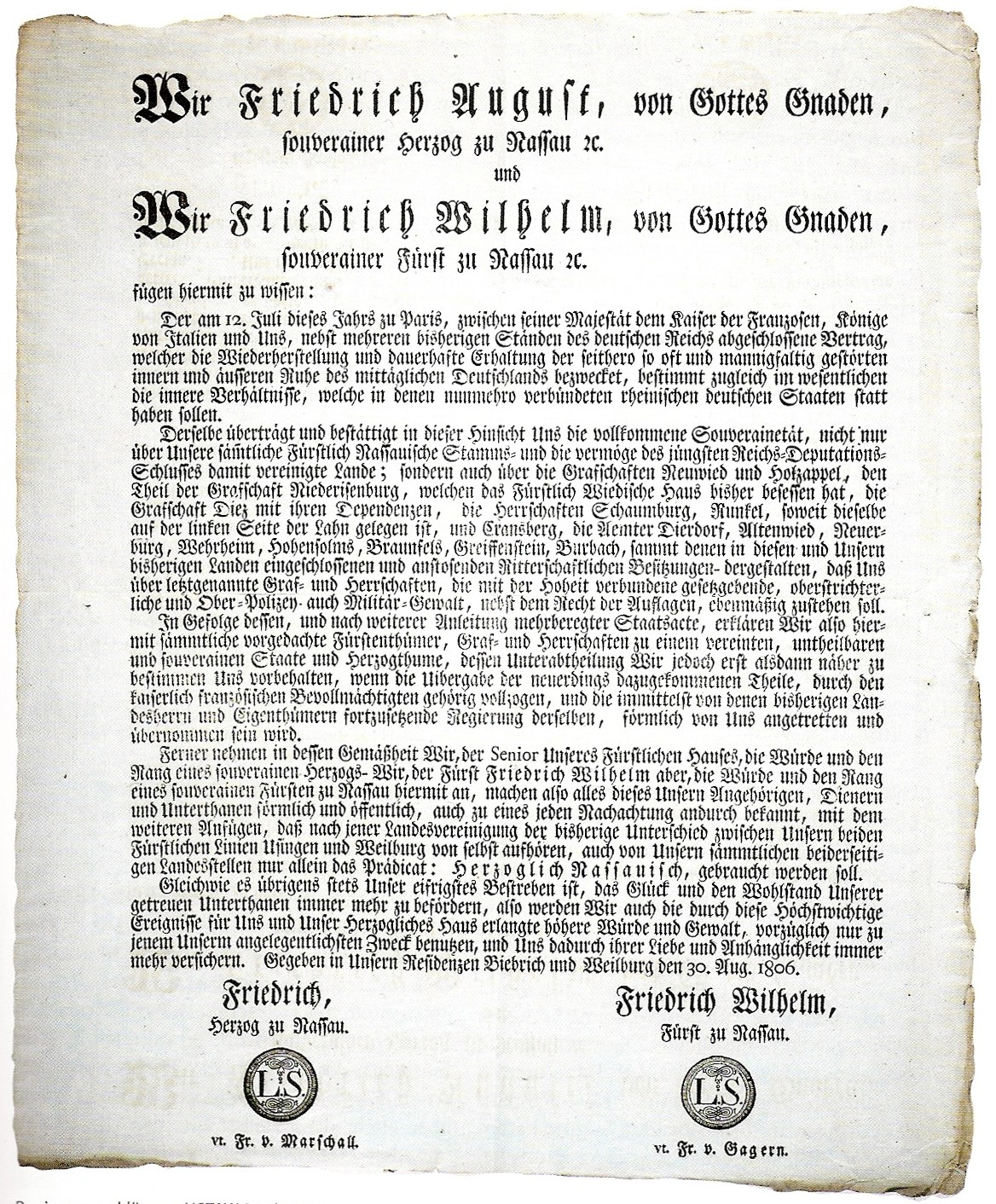
Nassauische Souveränitätserklärung vom 30. August 1806

Friedrich Wilhelm von Nassau-Weilburg (* 25. Oktober 1768 in Den Haag, Niederlande; † 9. Januar 1816 in Schloss Weilburg) war vom 28. November 1788 bis zu seinem Tod Fürst von Nassau-Weilburg und hätte als nächster Verwandter seines ohne männliche Erben gebliebenen Vetters Friedrich August von Nassau-Usingen dessen Nachfolge als Herzog des 1806 aufgrund des Beitritts zum Rheinbund gebildeten Herzogtums Nassau antreten sollen.

## Leben
Friedrich Wilhelm kam 1768 als Sohn von Fürst Karl Christian von Nassau-Weilburg (* 1735; † 1788) zur Welt. Nach dessen Tod wurde er Fürst von Nassau-Weilburg.
Nach der Besetzung des nahen Mainz durch die Franzosen floh Fürst Friedrich Wilhelm 1793 aus dem Schloss Kirchheimbolanden, der von seinem Vater zusätzlich zu Weilburg neu errichteten Residenz, nach Bayreuth. Damit endete für das Schloss die Funktion als Fürstenresidenz, und damit auch die Herrschaft der Fürsten von Nassau-Weilburg über diese Region. Als 1806 das Herzogtum Nassau durch Gnaden Napoleons entstand, regierte Friedrich Wilhelm zusammen mit seinem 30 Jahre älteren Vetter Friedrich August (* 23. April 1738; † 24. März 1816) von Schloss Biebrich aus, da zu diesem Zeitpunkt schon klar war, dass Friedrich August ohne männlichen Erben bleiben würde – unter seinen sieben Kindern waren nur zwei Söhne, die im Kindesalter gestorben waren. Damit war abzusehen, dass das Haus Nassau-Usingen zusammen mit der Herzogswürde an das Haus Nassau-Weilburg unter Friedrich Wilhelm fallen würde.
Dazu kam es jedoch nicht, weil Friedrich Wilhelm am 9. Januar 1816 im Alter von 47 Jahren durch einen Sturz von einer Treppe in Schloss Weilburg ums Leben kam. Friedrich August starb nur wenige Wochen später, am 24. März 1816, sodass Friedrich Wilhelms Sohn Wilhelm Herzog wurde, für den sein Vater in der Wiesbadener Wilhelmstraße ab 1813 das Erbprinzenpalais errichtet hatte, das nun nicht mehr bezogen wurde.

## Ehe und Nachkommen
Friedrich Wilhelm heiratete am 31. Juli 1788, wenige Monate vor seiner Thronbesteigung, Gräfin Louise Isabella zu Sayn-Hachenburg, Burggräfin von Kirchberg, (* 1772; † 1827) in Hachenburg. Sie hatten vier Kinder miteinander:
- Wilhelm Georg August Belgicus (* 14. Juni 1792 in Kirchheimbolanden; † 20. August 1839 in Kissingen), Thronfolger und Herzog von Nassau von 1816 bis 1839
- Auguste Louise Wilhelmine (* 5. Januar 1794; † 11. April 1796)
- Henriette Alexandrine Friederike (* 30. Oktober 1797 bei Bayreuth; † 29. Dezember 1829 in Wien) ⚭ 1815 Erzherzog Karl von Österreich-Teschen

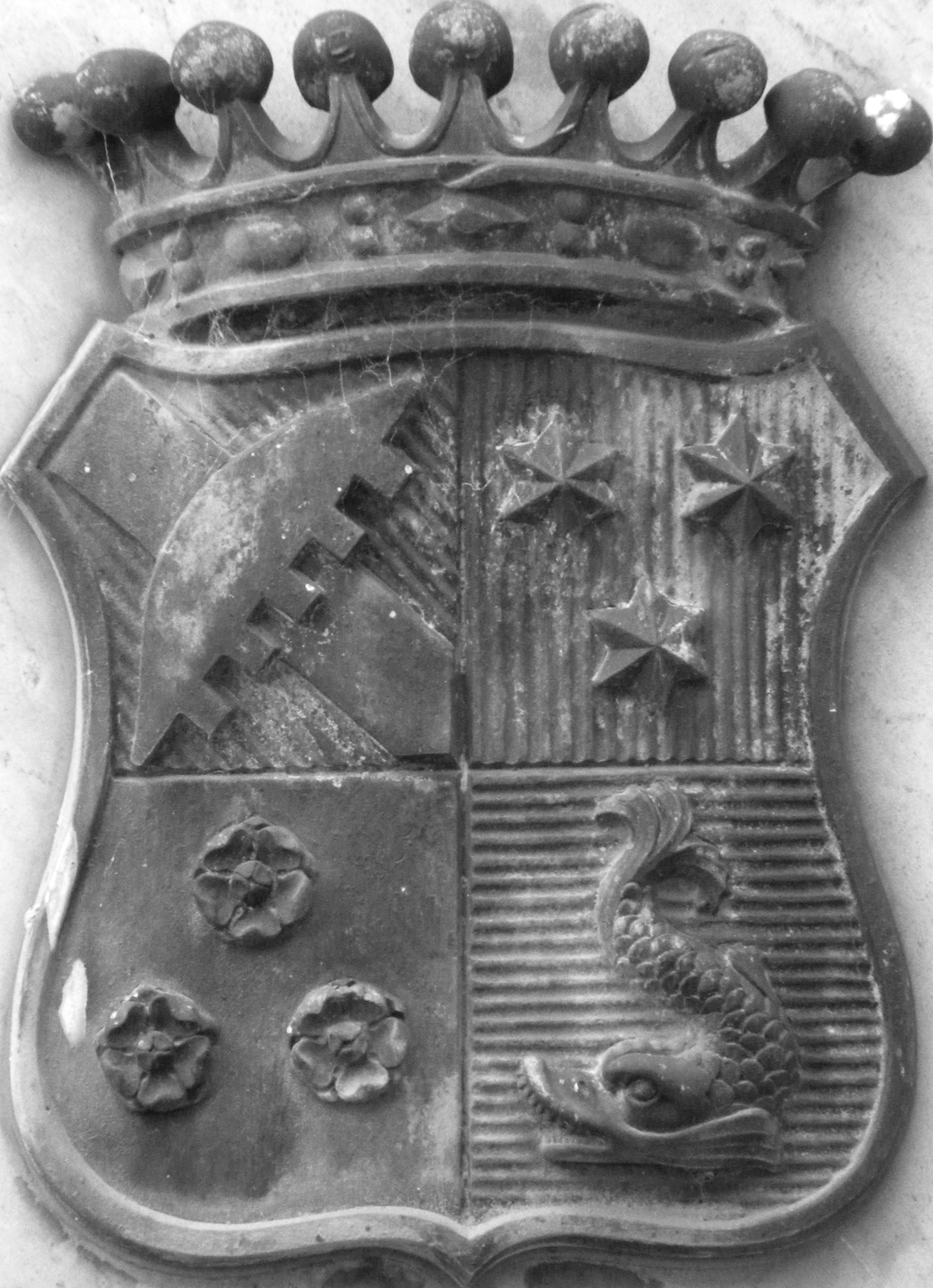
Wappen Gräfin von Tiefenbach

- Friedrich Wilhelm (* 15. Dezember 1799; † 6. Januar 1845), K.K. Generalmajor ⚭ (morganatisch) 1840 Anna geb. Ritter, Edle von Vallyemare (* 1802 in Wien; † 1864 in Paris), Tochter des Joseph Ritter, Edler von Vallyemare, und Witwe des Johann Baptist Brunold; 1840 fürstlich reuß-greizischer Grafenstand als Gräfin von Tiefenbach: zwei Töchtern:
  - Wilhelmine Brunold (* 1834; † 1892) bekam 1844 den Titel einer Gräfin von Tiefenbach; österreichische Anerkennung 1845[1] (⚭ 1856 Émile de Girardin; geschieden 1872)
  - Isabelle Gräfin von Tiefenbach (* 1841; † 1842), beigesetzt in der Pfarrkirche Oberlaa

Der seit dem Jahr 2000 als Großherzog von Luxemburg amtierende Henri von Nassau ist der vierfache Urenkel von Friedrich Wilhelm von Nassau-Weilburg.